# James Brackenridge Clemens
James Brackenridge Clemens (Wheeling, 31 de janeiro de 1825 – Easton, 11 de janeiro de 1867) foi um entomologista estadunidense especializado em lepidópteros. Sua coleção de microlepidópteros está armazenada na Academia de Ciências Naturais da Filadélfia.

## Obra
- "Synopsis of the North American Sphingides". Journal of the Academy of Natural Sciences Philadelphia. 1859. 4 (2): 97-190.
- "Contributions to American Lepidopterology 1-7" Proceedings of the Entomological Society of Philadelphia. 1859–1861.
- "American Micro-Lepidoptera" Proceedings of the Entomological Society of Philadelphia. 1863. 2(1):4–14.
- "North American Microlepidoptera" Proceedings of the Entomological Society of Philadelphia. 1864. 2: 415–430.
- The Tineina of North America. Ed. H.T. Stainton. London, J. Van Voorst. 1872.